# Novograzhdanskaya
Novograzhdanskaya (del ruso: Новогражданская) es una stanitsa del raión de Výselki del krai de Krasnodar, en Rusia. Está situada a orillas del río Beisug, 28 km al este de Výselki y 98 km al nordeste de Krasnodar, la capital del krai. Tenía 1 110 habitantes en 2010.
Pertenece al municipio Novomalorósiskoye.

## Historia
La localidad fue fundada en 1921. Sus tierras fueron colectivizadas en el koljós Stalin, que en 1958 se unió al de Malorósiskaya  (koljós Rosiya). Las tierras de Novograzhdanskaya se separaron en 1966 para formar el koljós Rasvet.